# PIKPA Flüchtlingslager (Lesbos)
Das PIKPA Flüchtlingslager (Lesbos) (griechisch ΠΙΚΠΑ Λέσβου oder PIKPA Mytilinis (ΠΙΚΠΑ Μυτιλήνης)) befand sich im Süden der Stadt Mytilini nahe dem Flughafen Mytilini auf der griechischen Insel Lesbos nahe zum türkischen Festland. Es wurde 2012 gegründet. Betreiber war Lesvos Solidarity. Es bot Platz für bis zu 120 Menschen und im Unterschied zu den anderen Flüchtlingslagern auf den griechischen Inseln waren die Geflüchteten in Holzhütten mit fließend Wasser und Strom untergebracht. 
Es war spezialisiert auf die besonders gefährdeten Geflüchteten wie 
- Familien mit Kindern,
- schwangere Frauen,
- Menschen mit Behinderung oder schweren Krankheiten,
- Menschen, die Opfer von Schiffbruch geworden sind oder enge Freunde oder Verwandte auf See verloren haben.

Zwischenzeitlich geriet das Lager auch wegen einer vorübergehenden Überbelegung in Kritik. Am 30. Oktober 2020 wurde das Lager durch die griechische Polizei geschlossen und die Geflüchteten in das alte Flüchtlingslager Kara Tepe gebracht. Die Schließung wurde von zahlreichen Menschenrechtsorganisationen wie UNHCR, Amnesty International, Human Rights Watch oder der Kindernothilfe deutlich kritisiert.